# Kronos Quartet
Kronos Quartet, amerikansk San Francisco-baserad stråkkvartett, grundad av violinisten David Harrington 1973. Kvartetten har blivit ett av de största namnen inom modern kammarmusik med mer än 800 verk specialskrivna för ensemblen. Kronos Quartet har vidgat den klassiska stråkkvartettens repertoar genom att uppföra experimentell musik, jazz, pop, tango och folkmusik samt genom samarbeten med nutida kompositörer av konstmusik.

## Historik
Kronos Quartet grundades i Seattle 1973 av violinisten David Harrington. Harrington hade samma år hört kompositören George Crumbs oortodoxa verk Black Angels som innehöll spel på glas med vatten, reciterade ord och elektroniska effekter. Verket födde hos Harrington idén att forma en modern gränsöverskridande stråkkvartett och Kronos Quartet bildades. Kvartetten har sedan dess byggt upp en bred repertoar med musik av allt ifrån 1900-talsmästare som Bartók, Webern och Schnittke till musik av rockmusikern Jimi Hendrix, allkonstnären Laurie Anderson och den isländska indiegruppen Sigur Rós.
År 1978 flyttade Kronos Quartet till San Francisco där de fortfarande har sin bas. I slutet av 1970-talet påbörjade kvartetten också sitt långvariga samarbete med kompositören Terry Riley. Det var det första av de många fruktbara samarbeten med samtida kompositörer som blivit kännetecknande för Kronoskvartetten.
Kronos Quartet har år 2014 varit verksam i fyrtio år. Under årens lopp har medlemmar slutat och ersatts av andra, den ende av kvartettens ursprungliga medlemmar som fortfarande är kvar är grundaren David Harrington. De övriga medlemmarna är idag (2014) violinisten John Sherba, altviolinisten Hank Dutt och cellisten Sunny Yang.
Mer än 800 kompositioner och arrangemang har specialskrivits för Kronoskvartetten och de har spelat in över 50 skivor. De har tilldelats flera prestigefulla priser som till exempel svenska Musikaliska Akademiens Schockpris 1999, Grammy Award 2004 för cd:n Alban Berg: Lyric Suite och Polar Music Prize 2011.

## Repertoar och samarbeten
En stor del av Kronos Quartets repertoar utgörs av samtida västerländsk konstmusik, inte minst av minimalister som Philip Glass och Terry Riley, men gruppen har också konsekvent prövat stråkkvartettens uttrycksmöjligheter i genrer och kulturer där den vanligen inte hör hemma, från mexikansk och afrikansk musik till jazz, tango, Jimi Hendrix-covers och Bollywood-schlager.
Inom den nutida konstmusiken har Kronos Quartet samarbetat med Steve Reich, John Adams, George Crumb, Henryk Górecki, Arvo Pärt, Meredith Monk, Pēteris Vasks, Tan Dun, Kaija Saariaho, Karin Rehnqvist och de redan nämnda Philip Glass och Terry Riley.
Kvartetten har uppträtt tillsammans med flera kända musiker och grupper, bland annat med Ástor Piazzolla, Modern Jazz Quartet, Tom Waits, David Bowie, Paul McCartney, Björk och Taraf de Haïdouks.

## Medlemmar
Kvartetten består (2014) av David Harrington (violin), John Sherba, (violin), Hank Dutt (viola) och Sunny Yang (cello).
Under kvartettens första fem år skedde ett flertal förändringar i gruppens sammansättning, varvid alla originalmedlemmar utom grundaren Harrington byttes ut. I ensemblens mest långlivade konstellation, 1978-1999, ingick Harrington, Sherba, Dutt samt Joan Jeanrenaud (cello). Jeanrenaud lämnade ensemblen 1999 och ersattes av Jennifer Culp. 2005 ersattes Culp av Jeffrey Zeigler. Zeigler var medlem fram till juni 2013 då Sunny Yang blev kvartettens cellist.

## Polarpriset
Polar Music Prize tilldelades kvartetten 2011. I prismotiveringen står: "I snart 40 år har Kronos Quartet revolutionerat stråkkvartettens möjligheter, både vad gäller stil och innehåll. Samma strikta kammarmusikaliska ensemble som Mozart och Beethoven skrev för – två violiner, en viola och en cello – kan även användas för att kommentera det världspolitiska läget, tolka avantgardistisk rockmusik och för att inkorporera musik från alla världsdelar."

## Diskografi
Kronos Quartets skivutgivning omfattar mer än 50 inspelningar.
- 1982 – In Formation
- 1985 – Monk Suite: Kronos Quartet Plays Music of Thelonious Monk
- 1985 – Terry Riley: Cadenza on the Night Plain
- 1985 – Mishima (soundtrack, musik av Philip Glass)
- 1986 – Kronos Quartet (musik av Peter Sculthorpe, Aulis Sallinen, Philip Glass, Conlon Nancarrow samt arrangemang av Jimi Hendrix's Purple Haze)
- 1987 – White Man Sleeps
- 1988 – Winter Was Hard
- 1989 – Steve Reich: Different Trains
- 1989 – Kronos Quartet Plays Terry Riley: Salome Dances for Peace
- 1990 – Black Angels
- 1991 – Witold Lutosławski: String Quartet
- 1991 – Kevin Volans: Hunting:Gathering
- 1991 – Five Tango Sensations (med Ástor Piazzolla)
- 1991 – Henryk Mikolaj Górecki: Already It Is Dusk/'Lerchenmusik'
- 1992 – Pieces of Africa (musik av sju afrikanska tonsättare)
- 1993 – Short Stories
- 1993 – Henryk Górecki: String Quartets Nos. 1 and 2
- 1993 – At the Grave of Richard Wagner
- 1993 – Morton Feldman: Piano and String Quartet
- 1993 – Bob Ostertag: All the Rage
- 1994 – Night Prayers
- 1995 – Kronos Quartet Performs Philip Glass (stråkkvartetterna 2-5)
- 1995 – Released: 1985-1995 (samling)
- 1996 – Howl, USA
- 1997 – Osvaldo Golijov: The Dreams and Prayers of Isaac the Blind
- 1997 – Tan Dun: Ghost Opera
- 1997 – Early Music (Lachrymæ Antiquæ)
- 1998 – Kronos Quartet Performs Alfred Schnittke: The Complete String Quartets
- 1998 – John Adams: John's Book of Alleged Dances
- 2000 – Caravan
- 2001 – Terry Riley: Requiem for Adam
- 2001 – Steve Reich: Triple Quartet
- 2002 – Nuevo (musik av mexikanska tonsättare)
- 2003 – Pēteris Vasks: String Quartet No. 4
- 2003 – Alban Berg: Lyric Suite (Grammy-vinnare)
- 2003 – Harry Partch: U.S. Highball
- 2005 – Mugam Sayagi: Music of Franghiz Ali-Zadeh
- 2005 – You've Stolen My Heart: Songs from R.D. Burman's Bollywood with Asha Bhosle
- 2007 – Henryk Górecki: String Quartet No. 3 ('...songs are sung')
- 2007 – Kronos Quartet Plays Sigur Rós
- 2008 – Terry Riley: The Cusp of Magic
- 2009 – Floodplain
- 2010 – Rainbow: Music of Central Asia Vol. 8
- 2011 – Uniko
- 2014 – Kronos Explorer Series, box med 5 CD:s
- 2014 – A Thousand Thoughts